# Tillandsia penascoensis
Tillandsia penascoensis är en gräsväxtart som beskrevs av Renate Ehlers och Lautner. Tillandsia penascoensis ingår i släktet Tillandsia och familjen Bromeliaceae. Inga underarter finns listade i Catalogue of Life.